# Theresa Breslin
Pour les articles homonymes, voir Breslin.
Theresa Breslin, née en 1947 en Écosse, est une auteure de science-fiction d'origine écossaise. 

## Biographie
Elle commence à écrire durant son adolescence et a publié environ 25 livres depuis la fin des années 1990. 
Son roman Whispers in the Graveyard (en), sur un garçon dyslexique, remporte la Médaille Carnegie en 1994. 
En 2020 et 2021, elle est sélectionnée pour le prestigieux prix suédois, le Prix commémoratif Astrid-Lindgren.

## Publications (sélection française)

### SérieLe Maître des Rêves
1. Le Maître des Rêves, Éditions Nathan, collection Planète Lune, 2004 ((en) The Dream Master, 1999)Réédité en 2005 chez Nathan, en Jeunesse Poche
2. (en) Nightmare!, 2000
3. Gladiateur, Éditions Nathan, collection Jeunesse Poche, 2006 ((en) Gladiator, 2003)
4. (en) Arabian Nights, 2004

### SérieLe Sceau des Médicis
1. L'Apprenti de Léonard de Vinci, Éditions Milan, collection Poche Histoire, 2007 ((en) The Medici Seal, 2006)
2. L'Espion des Borgia, Éditions Milan, collection Poche Histoire, 2007 ((en) )

### Divers
1. La Prophétie de Nostradamus, Éditions Milan, 2009 ((en) The Nostradamus Prophecy, 2008)

## Prix et distinctions
- 1994 : Médaille Carnegie pour Whispers in the Graveyard (en)
- 2011 : Finaliste Médaille Carnegie[2] pour Prisoner Of The Inquisition
- 2020 et 2021 :  Sélection pour le Prix commémoratif Astrid-Lindgren[1]

- Officier de l'ordre de l'Empire britannique